# Wijbrandus Haanstra
Wijbrandus Haanstra (Oosterwierum, 2 december 1841 – Leiden, 14 september 1925) was een Nederlands onderwijskundige, die een eigen kleutermethodiek ontwikkelde.

## Biografie

### Jeugd en vooropleiding
Haanstra werd geboren in 1841 in Oosterwierum in een gezin van negen kinderen. Zijn vader was onderwijzer en stond bekend als een streng man. Haanstra volgde een avondcursus in Sneek tot onderwijzer, terwijl hij overdag werkte aan de school van zijn vader. Nadat hij deze opleiding had afgerond, werkte hij als onderwijzer in IJlst. Hierna verhuisde hij naar het westen van het land, waar hij onderwijzer werd in Strijen. Hier behaalde hij zijn hoofdakte L.O. Na het behalen van zijn hoofdakte werd hij onderwijzer in Haarlem.
Haanstra kwam via enkele boeken, die hij kocht op een boekenmarkt, in contact met de Duitse pedagoog Friedrich Fröbel, die hem inspireerde na te denken over de ontwikkeling van jonge kinderen. Hij verdiepte zich hierna in de werken van Immanuel Kant, Hegel, Johann Friedrich Herbart, Arthur Schopenhauer, Charles Darwin en Herbert Spencer, wiens opvattingen hij toetste aan die van Fröbel. Een andere belangrijke inspiratiebron voor hem was Wilhelm Wundt.

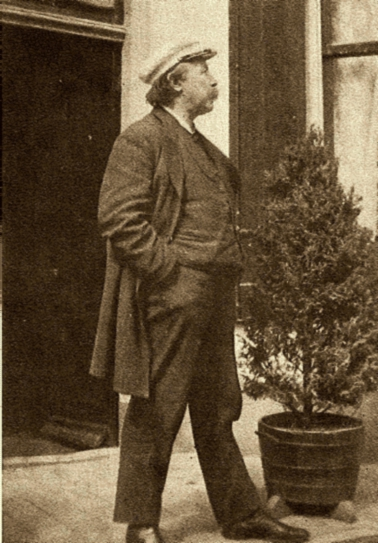
Wijbrandus Haanstra omstreeks 1900 in Leiden.

### Werk aan de Kweekschool voor Bewaarschoolleraressen
Tijdens zijn werk en zelfstudie in Haarlem werd Haanstra benaderd door de Kweekschool voor Bewaarschoolhouderessen in Leiden. Deze opleiding was in 1855 opgericht door enkele Leidse industriëlen die, ten tijde van de industriële revolutie, verbetering wilden in het onderwijs aan hun kinderen. In 1865 waren zij dusdanig teleurgesteld in het niveau van de leidsters, dat zij besloten een pand aan het Rapenburg, nummer 131, te kopen om daarin een eigen avondopleiding voor bewaarschoolhouderessen te starten. In de herfst van 1867 werd het pand, dat zowel een bewaarschool als een avondopleiding voor bewaarschoolhouderessen huisvestte, geopend. In maart 1868 stelden zij Louise Hardenberg aan als lerares. In hun zoektocht naar kwaliteitsverbetering, kwam het bestuur uit bij Haanstra.
Haanstra werd in 1868 op de school aangesteld om de studenten lessen in algemene ontwikkeling te geven, terwijl Hardenberg de lessen pedagogiek en methodiek gaf. Al snel zou Haanstra echter bijna alle lessen op zich nemen. Enkel voor vakken als Frans en Duits liet hij vakleerkrachten komen. Op de kweekschool kwam hij in contact met de materialen van Fröbel, die toentertijd een belangrijk onderdeel vormden van de op de bewaarschool gebruikte materialen. Hij bemerkte echter dat de materialen op een andere manier gebruikt werden, dan Fröbel in zijn literatuur beschreef. Hierna besloot hij zich nog verder te verdiepen in de werken van Fröbel.
De Leidsche methodiek wekte ook interesse in binnen- en buitenland. Zo verzocht het gemeentebestuur van Antwerpen in 1877 Haanstra om zes Belgische studenten op te leiden. Deze zes meisjes werden ondergebracht in een aangrenzend gebouw op het Rapenburg, wat het begin was van het internaat, dat tot 1963 zou bestaan. Ook huisde het internaat studenten uit Amsterdam, Brielle en Batavia. In hetzelfde jaar kreeg de school tevens een eigen bestuur in de vorm van een vereniging, die officieel Vereniging voor voorbereidend onderwijs heette. Twee jaar later, in 1879, kocht de opleiding nog twee panden aan, Rapenburg 127 en 129. Haanstra zelf betrok een achtergelegen pand aan De Vliet.

### Directeur
In 1882 nam Haanstra het directeurschap van de Kweekschool voor Bewaarschoolhouderessen over van Hardenberg, die wel directrice bleef van de kleuterschool en het internaat. Haanstra vormde de school om tot een dagopleiding, op dat moment de eerste kweekschool als dagopleiding in Nederland. De school had de eerste jaren regelmatig geldproblemen en draaide voornamelijk op schenkingen van filantropen. Later, toen het rijk meer ging bijdragen aan het basisonderwijs, kwam de opleiding in financieel rustiger water. De studenten van Haanstra kregen in de leslokalen theoretische lessen, die in de praktijk geoefend werden bij de, in het gebouw ingezeten, bewaarschool. Later, toen het aantal studenten toenam, werden ook andere bewaarscholen verzocht om studenten ervaring te laten opdoen. De school verkreeg een steeds betere naam en steeds meer gemeente- en schoolbesturen wilden leidsters van de Leidse kweekschool.

Het kind is de hoogste openbaring tussen hemel en aarde.

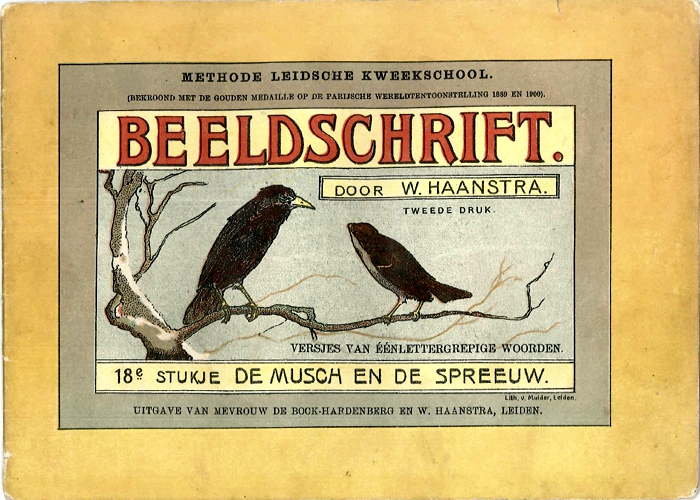
Een van de boekjes uit de methodiek Beeldschrift, waarmee Haanstra goud won op de onderwijstentoonstelling.

In 1884 startte Haanstra, met Hardenberg, Het Maandblad voor het Onderwijs - inzonderheid voor de Bewaarschool, waarvan hij 31 jaar de hoofdredactie zou voeren en waarvoor hij het leeuwendeel van de artikelen schreef. Tevens begon hij te schrijven aan diverse methodematerialen, waaronder leergangen voor het leren lezen. In 1889 werden de beeldboekjes van Haanstra op de onderwijstentoonstelling in Parijs met goud bekroond. Een prijs die hem in 1900 wederom werd toegekend.
De opleiding van Haanstra kende veel vrijheid, zo was het voor de studenten vrij om boeken te lenen uit de bibliotheek en waren er geen vaste lesroosters. Haanstra ging uit van het eigen verantwoordelijkheidsgevoel van zijn studenten. Hij gaf dan ook zelden cijfers. Eens per jaar, in juni en juli, werd examen afgelegd voor de akte van hoofdleidster. Vrijwel alle kandidaten slaagden hiervoor, doordat Haanstra al in het voorjaar een selectie maakte van studenten die in aanmerking kwamen voor het examen.

### Kritiek en overlijden
Hoewel de school groot aanzien genoot en hij maandelijks diverse artikelen publiceerde, lukte het Haanstra niet goed zijn methodieken te verspreiden over het land. Ook was er kritiek uit het onderwijsland dat de kweekschool te veel in zichzelf gekeerd was. In 1896 keerde een commissie van de Maatschappij tot Nut van 't Algemeen zich in een open brief tegen de opleiding, die zij weliswaar van hoog niveau achtte, maar te veel vond rusten op de schouders van Haanstra en Hardenberg. Op 13 juli 1898 overleed Hardenberg. Haar zus, Marie de Bock-Hardenberg, nam hierop haar taken over in de school. Toen zij in 1914 de opleiding verliet, liet Haanstra zich bijstaan door diverse oud-leerlingen.
In 1922 trad Haanstra terug uit de opleiding, waar hij werd opgevolgd door Dirkje Voltman. Hij overleed in 1925 op 83-jarige leeftijd. Hij was toen nog steeds, zij het enkel in naam, directeur van de opleiding. Hij werd begraven op de Begraafplaats Groenesteeg in Leiden. Zijn begrafenis werd bijgewoond door honderden oud-leerlingen.

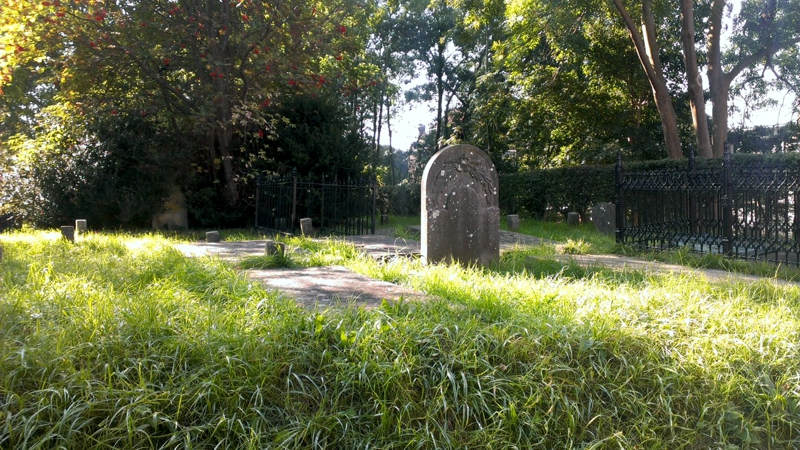
Graf van Wijbrandus Haanstra op de Begraafplaats Groenesteeg

### Persoonlijk
Haanstra was getrouwd en kreeg in zijn huwelijk drie zoons en een dochter. Zijn dochter overleed op vijfjarige leeftijd aan difterie. Deze gebeurtenis had grote invloed op zijn leven.
Haanstra stond bekend om zijn sterke en innemende persoonlijkheid. Hij trad als onderwijsvernieuwer echter weinig op de voorgrond. Zo gaf hij zelden een lezing en schreef hij geen onderwijskundige boeken. Wel publiceerde hij veel artikelen in Het Maandblad voor het Onderwijs - inzonderheid voor de Bewaarschool. Dit blad, dat onder zijn eigen redactie stond, richtte zich echter voornamelijk op studenten en oud-studenten van zijn eigen kweekschool.
Haanstra schreef, naast zijn onderwijsmethodieken, ook diverse verhalen, liedjes en gedichten. In 2007 nam Gerrit Komrij het gedicht De kleren van Haanstra op in zijn bloemlezing De Nederlandse kinderpoëzie in 1000 en enige gedichten.
Haanstra was Ridder in de Orde van Oranje-Nassau.

## Haanstramethodiek

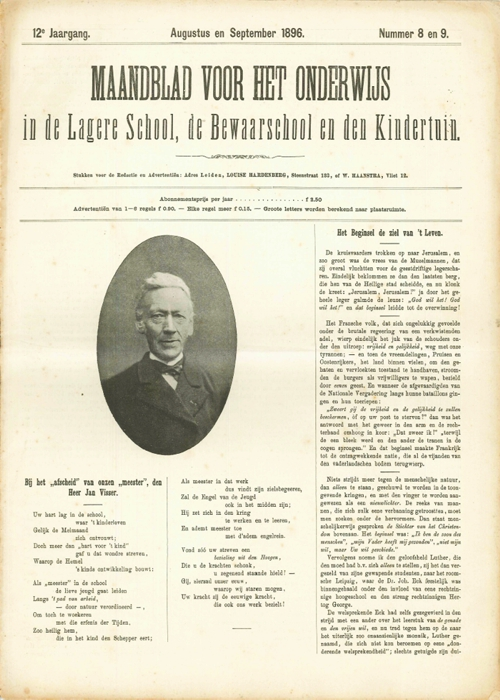
Voorkant van het door Haanstra opgerichte Maandblad voor het onderwijs uit augustus/september 1896.

### Zelfontdekkend leren
Haanstra ontwikkelde op de Kweekschool voor Bewaarschoolhouderessen een methodiek voor kleuters, die hij zelf de Leidsche methodiek noemde. Zijn uitgangspunt was dat kinderen niet alleen kennis voor later zouden moeten leren, maar dat het leerproces ook zou moeten aansluiten bij de spontane ontwikkeling van het kind. Hij omschreef dit zelf als volgt:

Alle onderwijs is het streven naar eigen ontwikkeling de behulpzame hand te bieden. Het natuurlijk streven des kinds is het beginsel van alle paedagogische wijsheid.

Daarnaast wilde hij loskomen van het leersysteem van voordoen en nadoen, dat in zijn tijd gebruikelijk was in het kleuteronderwijs. Hij was van mening dat je ook jonge kinderen zelf zaken kon laten ontdekken. Dit omschreef hij in zijn leerwet der tegenstellingen, die bestond uit de volgende stellingen:

1. Verschil van indruk wekt het bewustzijn.
2. Als het verschil spreekt, kan de onderwijzer zwijgen.
3. Bij alle overeenkomst moet maar één verschil zijn; dan zal dat verschil de aandacht trekken.
4. Zo menigmaal iemand een hem onbekend verschil ontdekt, zo menigmaal leert hij.

Haanstra ging ervan uit dat de interesse van jonge kinderen werd gewekt door veranderingen in de wereld om zich heen. Door kinderen bewust te laten worden van verschillen tussen twee zaken, konden zij zelf ontdekken hoe deze in elkaar zaten. Hierdoor veranderde de rol van de onderwijzer van die van alwetende demonstrant, naar die van begeleider.

### Liefde voor de natuur
Haanstra stond bekend als groot natuurliefhebber. Hij wilde dat de stadskinderen op zijn school zoveel mogelijk met de natuur in contact kwamen. Iedere kleuter had de beschikking over een eigen tuintje, waar de kinderen onder andere radijs, wortel en tuinkers zaaiden. Naast de tuintjes bood het schoolplein ook veel speelgelegenheid voor de kinderen met bijvoorbeeld een grote zandbak, een oude roeiboot en een speelheuvel, waar de kinderen met kruiwagens vanaf konden rijden. Daarnaast werden er kippen, duiven en regelmatig konijnen gehouden op het schoolplein.

Het doel van de kindertuintjes in de bewaarschool is in de eerste plaats: waarnemen van de ontwikkeling van enige planten gedurende haast drie jaargetijden en de ontwikkeling van de liefde tot de natuur.

### Zelfontwikkeling
Haanstra trok een parallel tussen het groeien in de natuur en de ontwikkeling van het jonge kind. In zijn visie was er in ieder kind een aangeboren drang tot nieuwsgierigheid aanwezig, die slechts gevoed diende te worden om tot wasdom te komen.

Zoals in elk zaad het plan van zijn toekomst ligt en de kracht om zich bij gunstige omstandigheden naar dit plan te ontvouwen; zo ook is het bij de mens. Het kind openbaart ene kracht en wil in zekere richtingen. Het begint geestelijk zichzelf op te bouwen naar een ingeschapen plan. En zoals elk dier nieuwsgierig is, zo herkent men in elk kind de zucht tot onderzoek, weetgierigheid, dorst naar kennis.

Hoewel Haanstra in zijn tijdschrift sprak over zelfontwikkeling van kinderen, waren de lessen die gegeven werden in de praktijkschool overwegend klassikaal. De kinderen zaten in lange banken naast elkaar en waren tegelijk met dezelfde activiteit bezig.

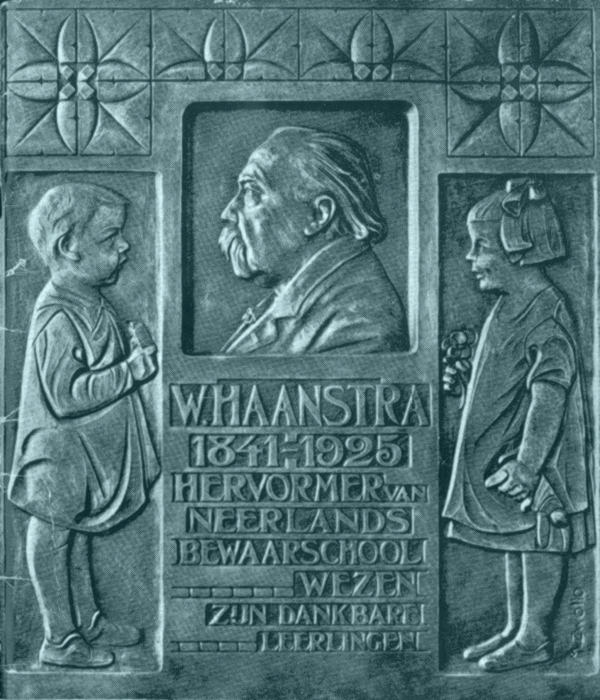
Plaquette ter ere van Haanstra, zoals deze te vinden is op de gevel van Rapenburg 129.

### Bede voor elke onderwijzeres
In 1886 schreef Haanstra het gedicht Bede voor elke onderwijzeres waarin hij zijn visie op rijm zette, als handvest voor zijn studenten.

1. Heb hart; weet, wat ge wilt; wees voorbereid.
2. Acht geen feil gekwetste majesteit.
3. Wees zoet noch zuur, wees flauw noch streng of hoog,
4. Maar moederliefde U strale uit vriendelijk oog.
5. Mijdt straffen, die gewoonte houdt in stand,
6. Maar boei door werk voor hoofd en hart en hand.
7. Spreek kort en klaar, geen rammeltaal dooreen,
8. Zing samen het lied, laat spreken een voor een.
9. Zie toe met open oog, leef lustig mee,
10. Prijs nimmer onverdiend; wees gauw tevree.

In dit gedicht beschrijft Haanstra de basishouding, die hij verwachtte van een bewaarschoolhoudster.
1. Heb hart; weet, wat ge wilt; wees voorbereid — Zij die met kinderen werken, moeten liefde hebben voor het vak van onderwijzer en moeten zelfvertrouwen tonen. De onderwijzer moet weten wat er van hem verwacht wordt en goed voorbereid zijn taak uitvoeren.
2. Acht geen feil gekwetste majesteit. — Jonge kinderen kunnen soms vanuit hun onschuld uitspraken doen, waarmee zij een onderwijzer ongewild kunnen kwetsen. Hier moet een onderwijzer boven staan en geen aanstoot aan nemen.
3. Wees zoet noch zuur, wees flauw noch streng of hoog, — De onderwijzer spreekt jonge kinderen niet aan als baby's, maar gebruikt gewone taal, zoals hij die ook tegen volwassenen zou gebruiken.
4. Maar moederliefde U strale uit vriendelijk oog. — De onderwijzer moet ervoor zorgen dat het kind zich geborgen voelt op school.
5. Mijdt straffen, die gewoonte houdt in stand, — Hiermee gaf Haanstra aan, dat de toentertijd gebruikelijke straffen niet effectief waren in het veranderen van het gedrag van de kinderen. De onderwijzer moet proberen achter de oorzaak van negatief gedrag te komen, in plaats van de kinderen enkel te straffen, zonder dat hiermee de gewoonte doorbroken wordt.
6. Maar boei door werk voor hoofd en hart en hand. — De opvatting dat kinderen niet enkel leren van voor- en nadoen, maar moeten leren met het hoofd, het hart en de handen was erg vooruitstrevend in de 19e eeuw. Deze visie werd later door meer onderwijskundigen overgenomen, zo werden het aan het begin van de 20e eeuw kernbegrippen in het Vrijeschoolonderwijs van Rudolf Steiner. Met het werken met hoofd, hart en handen wordt bedoeld dat de onderwijzer het kind kennis moet overdragen (het hoofd), aandacht moet hebben voor de sociaal-emotionele beleving en ontwikkeling van de kinderen (het hart) en actief en vormend moet bezig zijn met de kinderen (de handen).
7. Spreek kort en klaar, geen rammeltaal dooreen, — De onderwijzer vertelt zijn opdrachten aan de kinderen kort, duidelijk en rustig.
8. Zing samen het lied, laat spreken een voor een. — De onderwijzer heeft veel aandacht voor gezamenlijke activiteiten, maar zorgt er daarbij wel voor dat alle kinderen individueel aan bod komen.
9. Zie toe met open oog, leef lustig mee, — De onderwijzer is niet enkel leider van, maar is ook onderdeel van de groep. De onderwijzer houdt op het schoolplein bijvoorbeeld toezicht op de kinderen, maar speelt, als gewenst, ook mee.
10. Prijs nimmer onverdiend; wees gauw tevree. — De onderwijzer geeft de kinderen veel complimenten, die echter wel gemeend moeten zijn. De onderwijzer kijkt dan ook vooral naar hoe een kind gewerkt heeft en niet zozeer naar het eindproduct.

### Kritiek op de methodiek
Hoewel de methodiek verschillende goede elementen bevatte waarmee Haanstra zijn tijd duidelijk vooruit was, was er gedurende zijn leven veel kritiek op de methodiek. Deze richtte zich er vooral op dat de methode te veel in zichzelf gekeerd was. Binnen de kweekschool waren enkel leraressen werkzaam, die zelf waren opgeleid door Haanstra. Ook werd er in de praktijkscholen enkel gebruikgemaakt van verhalen, liedjes en materialen, die door Haanstra zelf waren geschreven en ontwikkeld.
Na de dood van Haanstra in 1925 kwam hier snel verandering in. Zijn opvolgster Dirkje Voltman stelde al snel leraren van andere opleidingen aan, waardoor de blik naar buiten meer geopend werd. Ook werd de schoolbibliotheek uitgebreid met boeken van andere auteurs en kwamen er uitwisselingsprojecten met onder andere Montessorischolen.

## Na het overlijden van Haanstra

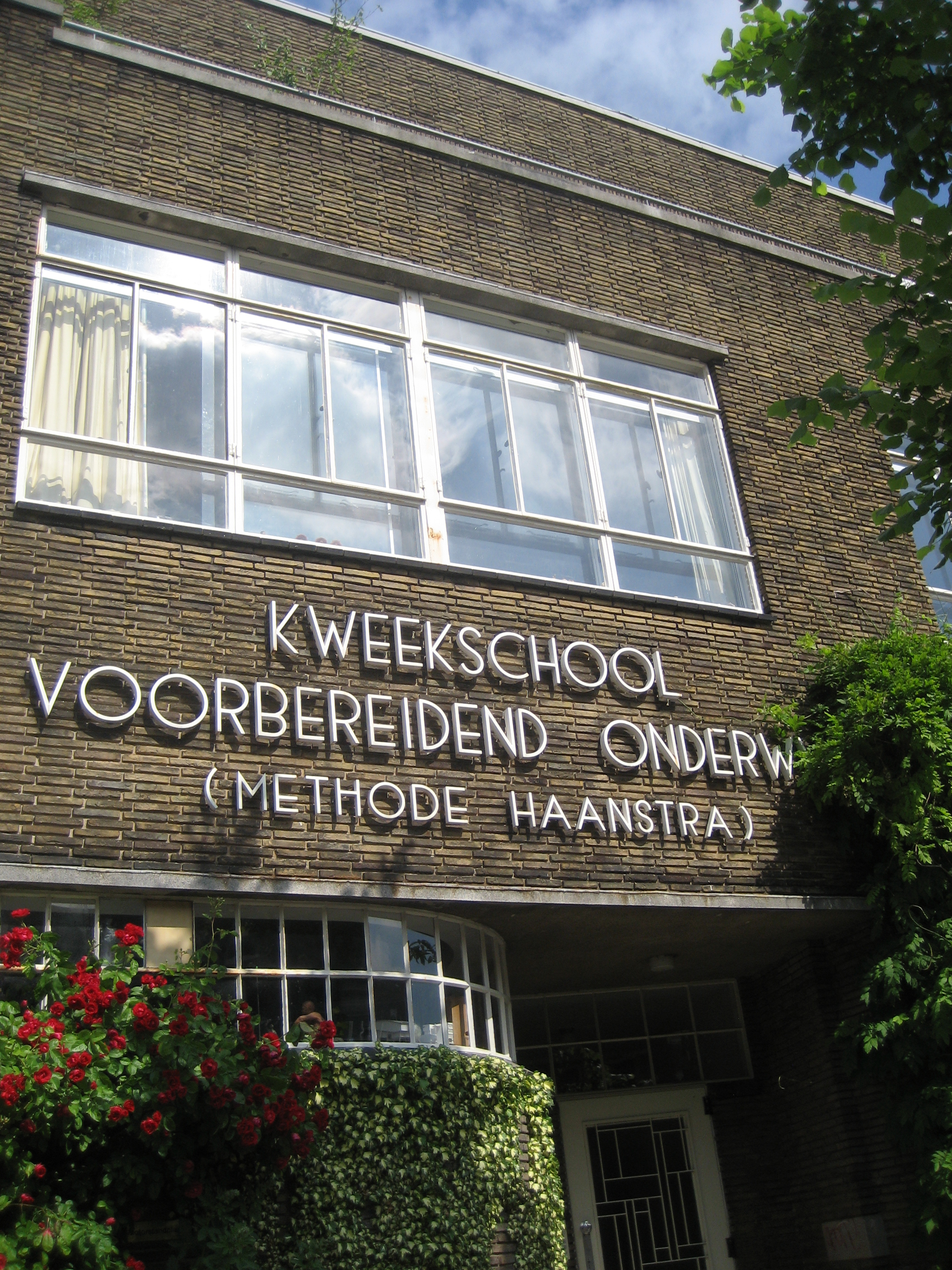
Ingang van de oude kweekschool aan De Vliet.

### Vereniging voor Voorbereidend Onderwijs
Nog vele jaren na de dood van Wijbrandus Haanstra, was aan het Rapenburg de Leidse kweekschool met daarin de praktijkschool gevestigd. In 1934 werd het pand grondig aangepast. Het oude woonhuis van Haanstra aan De Vliet, dat ruggelings grensde aan de panden aan het Rapenburg, werd ingericht als opleidingsplaats. Boven de deur werden de woorden "Kweekschool Voorbereidend Onderwijs - Methode Haanstra" gehangen. In de school werd een, door Maarten Zwollo gemaakte en door oud-leerlingen aangeboden, plaquette aangebracht ter ere van Haanstra. Achter de panden aan het Rapenburg, die volledig werden ingericht als internaat, werden nieuwe kleuterlokalen gebouwd, met tussen de panden een binnentuin.
In de jaren die volgden kreeg de kweekschool weer steeds meer waardering, onder meer vanwege de bijzonder aandacht voor het projectonderwijs. Een groot deel van de kleuterscholen in Leiden werkten in deze jaren met de methode Haanstra.
In 1936 opende de school een dependance aan de Lelystraat in de nabij gelegen Tuinstadwijk-Staalwijk met als naam de Haanstrakleuterschool. Toen deze dependance eind jaren 50 sloot, nam de kleuterschool aan het Rapenburg die naam over. In 1963 sloot de school het internaat.

### Einde van de kweekschool
Eind jaren 70 werden de eerste plannen gemaakt voor invoering van het basisonderwijs, die in 1985 leidde tot de Wet op het Basisonderwijs. Deze wet bepaalde dat de kleuterschool en de lagere school zouden samengaan, evenals de kleuterkweekschool en de kweekschool voor lager onderwijs. Om dit te bewerkstelligen werden de kweekschool en de kleuterschool gesplitst. De kleuterkweekschool werd hierop gedwongen te fuseren met een in Den Haag gevestigde kweekschool tot een volwaardige PABO-opleiding. Na de fusie was korte tijd een dependance van de opleiding in het gebouw aan De Vliet, die hierna verhuisde naar het Galgewater. Toen bleek dat de samenwerking tussen beide locaties niet goed verliep, werd besloten de dependance in Leiden te sluiten. Later zou de PABO opgaan in Hogeschool Leiden en uiteindelijk terugkeren naar de stad.
De panden aan De Vliet, waar de opleiding in gevestigd was, werden uiteindelijk omgebouwd tot appartementen. Het opschrift aan de gevel herinnert nog aan de kweekschool. De plaquette van Haanstra werd uit het pand verwijderd en verplaatst naar boven de oorspronkelijke deur van Rapenburg 127.

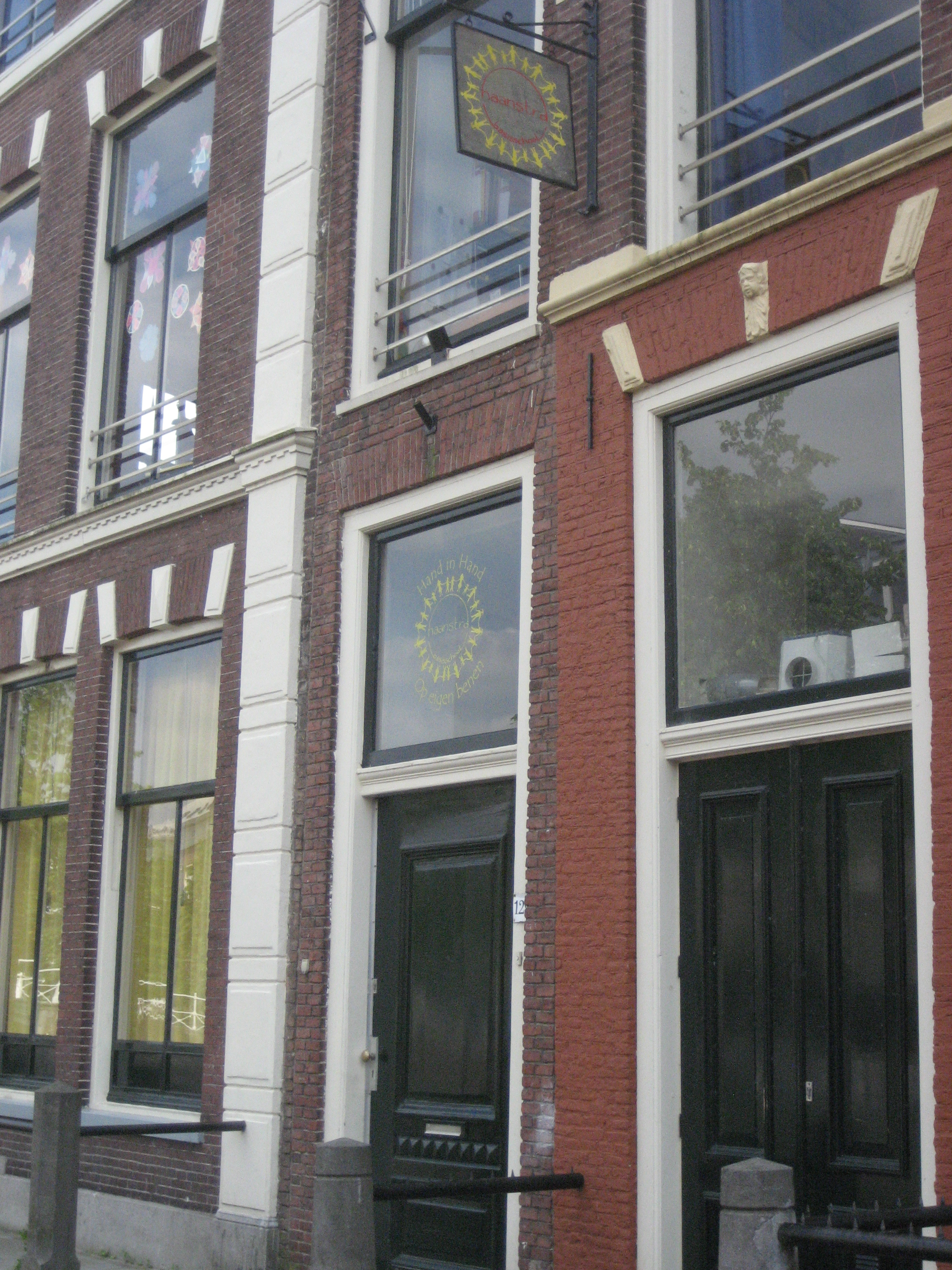
Ingang van de huidige Haanstrabasisschool.

### Haanstrabasisschool
Ook voor de Haanstrakleuterschool leek lange tijd geen toekomst weggelegd. Hoewel de school medewerking verleende aan fusieplannen, weigerde zij haar bijzonder neutrale status op te geven en op te gaan in de stichting voor openbaar onderwijs. Begin jaren 80 trok de praktijkschool, na een actie van de ouders, zich terug uit de onderhandelingen en besloot men zelfstandig door te gaan. In 1984 startte de school, ondanks dat zij hier geen bekostiging voor kreeg, haar eerste basisschoolgroep 3/4. De klas betrok een leegstaande internaatzaal aan de voorzijde van het voormalige gebouw Rapenburg 127, dat bij een herindeling onderdeel was geworden van Rapenburg 129.
In juni 1985 zwichtte de gemeente Leiden en kreeg de school toestemming door te groeien tot een volledige basisschool. De school kreeg de beschikking over de drie volledige panden aan het Rapenburg, die stevig verbouwd werden. Zo werd de binnentuin omgebouwd tot een aula en werden de voormalige internaatzalen omgebouwd tot volwaardige leslokalen. De school kreeg de naam Haanstrabasisschool. De school werd op 8 juni 1988 officieel geopend en groeide eind jaren 80 door tot een stabiel aantal van ongeveer 250 leerlingen.
Het onderwijs op de Haanstrabasisschool is nog steeds gebaseerd op de kleutermethodieken van Wijbrandus Haanstra, hoewel er ook veel elementen uit het jenaplanonderwijs in terug te vinden zijn. De school wordt nog steeds geleid door de stichting Vereniging voor voorbereidend onderwijs, met een bestuur dat louter uit ouders, de leden van de vereniging, bestaat. Aan de gevel van het pand hangt de plaquette ter herinnering aan Wijbrandus Haanstra.

## Trivia
- Een van de studenten van Haanstra aan het eind van de 19e eeuw was Griet Zelle, die later bekend zou worden als Mata Hari. Na een vermeende affaire met Haanstra werd zij echter van de opleiding verwijderd.[2]